# Salamandre pourpre
Gyrinophilus porphyriticus
Espèce
Synonymes
- Salamandra porphyritica Green, 1827
- Triturus lutescens Rafinesque, 1832
- Salamandra salmonea Storer in Holbrook, 1838
- Spelerpes danielsi Blatchley, 1901
- Pseudotriton duryi Weller, 1930
- Gyrinophilus dunni Mittleman & Jopson, 1941
- Gyrinophilus porphyriticus inagnoscus Mittleman, 1942
- Gyrinophilus danielsi polystictus Reese, 1950
- Gyrinophilus porphyriticus danielsi (Blatchley, 1901)
- Gyrinophilus porphyriticus dunni Mittleman & Jopson, 1941

Statut de conservation UICN

 LC  : Préoccupation mineure
Gyrinophilus porphyriticus est une espèce d'urodèles de la famille des Plethodontidae.

## Répartition
Cette espèce est endémique de l'Est de l'Amérique du Nord. Elle se rencontre :
- dans l'est des États-Unis ;
- dans le sud du Québec au Canada.

On en retrouvait autrefois en Ontario, mais elle a complètement disparu de la province à l’état sauvage.
Elle a obtenu le statut d’espèce vulnérable en 2010 au niveau provincial du Québec. Au Canada, elle a le statut d’espèce préoccupante. 

## Description
Cette salamandre est de coloration rosée ou tirant sur l'orangé avec des mouchetures plus foncées. La queue possède une carène et est compressée latéralement. Une ligne pâle relie l'œil à la narine. Le ventre est pâle. Elle peut atteindre plus de 20 cm.
La salamandre pourpre est une grande salamandre de ruisseau qui peut atteindre 23 cm de long. Son corps est cylindrique, sa queue est fortement compressée latéralement et son museau est plutôt carré. Elle se distingue par sa coloration plutôt rosée dont la teinte varie selon la région, l’âge, et le stade de vie (plus foncée au moment de la métamorphose). Elle a également une ligne pâle entre l’œil et la narine et son ventre est crème. Elle fait partie de la famille des pléthodontidés, les salamandres sans poumons. 

## Mode de vie
L’espèce, principalement nocturne, demeure cachée et immobile durant le jour. Les déplacements au sol se produisent surtout lors de nuits pluvieuses.

## Espérance de vie
Les salamandres pourpres peuvent vivre au moins 10 ans.

## Reproduction
La fraie a lieu au printemps et à l’automne. Les œufs sont pondus dans une zone de courant, ils sont adhésifs et se fixent sur la face inférieure des roches ou des débris ligneux. Leur nombre est positivement corrélé à la taille de la femelle. La période larvaire dure de 3 à 6 ans, et la maturité sexuelle peut être atteinte juste après la métamorphose.
La quantité d’œufs peut varier entre 9 et 132, en fonction de l’environnement.

## Alimentation
Le régime de la salamandre pourpre se compose principalement d’insectes aquatiques, de vers et de crustacés. Elle peut également faire preuve de cannibalisme envers les larves et les spécimens plus petits de sa propre espèce ou d’autres espèces de salamandre.

## Prédateurs
Les principaux prédateurs de cette salamandre sont les poissons, comme la truite mouchetée, les différentes espèces de couleuvres qui vivent près des cours d’eau, les écrevisses de ruisseaux ainsi que les membres de leur propre espèce ou d’autres espèces de salamandre plus grandes. Les larves sont souvent les proies de leurs aînés plus grands.
Ses principaux moyens de défense sont sa vitesse ainsi que les différentes cachettes qui sont à sa portée. 

## Habitat
La salamandre pourpre est une espèce de torrents aux eaux claires, à courant moyen et à fond habituellement rocheux ou graveleux. Elle habite les ruisseaux permanents, mais aussi dans certains cours d’eau intermittents qui conservent des marelles de taille suffisante. Elle vit surtout à l’amont des ruisseaux montagneux et préfère ceux bordés de roches plates. Les adultes demeurent habituellement dans le ruisseau ou à moins de 2 m de l’eau, mais ils peuvent s’aventurer en forêt. L’espèce passe probablement l’hiver au fond des ruisseaux ou bien à l’abri dans des cavités sous la berge, en eau courante et à l’abri du gel. Elle n’a été trouvée qu’à plus de 100 m d’altitude au Québec à ce jour.
On compte deux populations canadiennes dans les basses terres du Saint-Laurent dans le Sud du Québec, endroit qui constitue la limite nord-ouest de l’aire de répartition de l’espèce : l’une dans les Adirondacks et l’autre dans les Appalaches. 

## Publication originale
- Green, 1827 : An account of some new species of salamanders. Contributions of the Maclurian Lyceum to the Arts and Sciences, vol. 1, p. 3-8 (texte intégral).